# 利基 (德克薩斯州)
利基（英語：Leakey）是一個位於美國德克薩斯州雷亞爾縣的城市。根據2010年美國人口普查，該地共人口425人，而該地的面積約為1.40平方千米。同時該地也是雷亞爾縣的縣治。

## 地理
利基的座標為29°43′31″N 99°45′41″W / 29.72528°N 99.76139°W，而該地的平均海拔高度為489米（即1604英尺）。